# Харино (Сафоновский район)
Харино  — деревня в Смоленской области России, в Сафоновском районе. Население — 16 жителей (2007 год). Расположена в центральной части области в 30 км к северо-востоку от города Сафонова, в 20 км севернее автодороги М1 «Беларусь». В 24 км севернее от деревни железнодорожная станция Митино на линии Москва — Минск. Входит в состав Казулинского сельского поселения.

## История
В годы Великой Отечественной войны деревня была оккупирована гитлеровскими войсками в сентябре 1941 года, освобождена в 1943 году.